# Zdzisław Podkański
Zdzisław Zbigniew Podkański (ur. 18 października 1949 w Guzówce, zm. 18 lutego 2022 w Lublinie) – polski polityk i urzędnik, w latach 1994–1996 wiceminister, następnie do 1997 minister kultury i sztuki, poseł na Sejm Rzeczypospolitej Polskiej II, III i IV kadencji, od 2004 do 2009 poseł do Parlamentu Europejskiego VI kadencji, wiceprzewodniczący sejmiku lubelskiego VI kadencji.

## Życiorys

### Wykształcenie, działalność zawodowa i społeczna
Syn Henryka i Joanny. W 1972 ukończył studia na Wydziale Historycznym Uniwersytetu Marii Curie-Skłodowskiej w Lublinie. Od 1972 do 1973 pracował jako instruktor w zarządzie wojewódzkim Towarzystwa Wiedzy Powszechnej, a w latach 1973–1975 i 1980–1984 w komitecie wojewódzkim Zjednoczonego Stronnictwa Ludowego. Od 1975 do 1980 był kierownikiem wydziału w zarządzie wojewódzkim Związku Socjalistycznej Młodzieży Wiejskiej. Od 1984 do 1992 pełnił funkcję dyrektora biura zarządu głównego Stowarzyszenia Twórców Ludowych. Następnie do 1994 pracował w Ministerstwie Kultury i Sztuki jako pełnomocnik ministra.
W 1993 objął funkcję wiceprezesa zarządu głównego Społecznego Ruchu Spółdzielców. W 1998 został marszałkiem Sejmiku Chłopów Polskich Był członkiem honorowym Polskiego Towarzystwa Ludoznawczego oraz działaczem Międzynarodowej Rady Organizacji Festiwali Folklorystycznych i Sztuki Ludowej (CIOFF).

### Działalność polityczna
W 1970 wstąpił do Zjednoczonego Stronnictwa Ludowego. W 1991 został prezesem zarządu wojewódzkiego Polskiego Stronnictwa Ludowego w Lublinie. Zasiadał w radzie naczelnej partii. W marcu 2004 został wiceprezesem PSL.
Bezskutecznie kandydował do Sejmu w 1989 i 1991. W latach 1993–2004 sprawował mandat posła II, III i IV kadencji. Od 1994 do 1996 był podsekretarzem stanu w Ministerstwie Kultury i Sztuki. W rządzie Włodzimierza Cimoszewicza (1996–1997) pełnił funkcję ministra kultury i sztuki. W 2004 został wybrany do Parlamentu Europejskiego w okręgu obejmującym województwo lubelskie.
W lutym 2006 za złamanie statutu (przejście do frakcji UEN bez zgody władz partii) został wykluczony z PSL. Stanął na czele nowego ugrupowania pod nazwą Polskie Stronnictwo Ludowe „Piast”, które po uchyleniu rejestracji przez Sąd Apelacyjny w 2007 przyjęło nazwę Stronnictwo „Piast”. W 2009 bez powodzenia ubiegał się o reelekcję z listy KW Libertas w wyborach do Parlamentu Europejskiego w okręgu wyborczym Lublin (otrzymał 9016 głosów). W lutym 2010 zadeklarował zamiar startu w wyborach prezydenckich w tym samym roku, jednak nie zebrał 100 tys. podpisów wymaganych do rejestracji swojej kandydatury, popierając Jarosława Kaczyńskiego.
W wyborach samorządowych w 2010 bez powodzenia kandydował na radnego sejmiku lubelskiego oraz na urząd prezydenta Lublina (otrzymał 0,77% głosów). W wyborach parlamentarnych w 2011 był, jako przedstawiciel Stronnictwa „Piast”, kandydatem do Sejmu z 17. pozycji listy Prawa i Sprawiedliwości w okręgu lubelskim, nie uzyskał mandatu. W wyborach do Parlamentu Europejskiego w 2014 ponownie był kandydatem PiS, startując z 8. miejsca jako przedstawiciel Stronnictwa „Piast” z listy tej partii i nie uzyskując mandatu deputowanego. W tym samym roku uzyskał natomiast mandat radnego sejmiku lubelskiego V kadencji (ponownie startując z listy PiS; zasiadł w klubie radnych tej partii). W 2015 ponownie bezskutecznie z listy PiS kandydował do Sejmu.
9 września 2018 zakończył pełnienie funkcji przewodniczącego Stronnictwa „Piast”, zostając przewodniczącym rady politycznej tej partii. W następnym miesiącu został wybrany z listy PiS na radnego województwa kolejnej kadencji, zostając wiceprzewodniczącym sejmiku. W czerwcu 2019 odmówił objęcia mandatu posła VIII kadencji w miejsce wybranej do Parlamentu Europejskiego Elżbiety Kruk.
Został pochowany na cmentarzu w Krężnicy Jarej.

## Odznaczenia
W 2022 odznaczony pośmiertnie Krzyżem Kawalerskim Orderu Odrodzenia Polski. 